# 根室造船
根室造船株式会社（ねむろぞうせん）は、北海道根室市に本社・造船所を置く造船・船舶修繕事業者である。日本中小型造船工業会の会員企業である。

## 概要
法人化以前を含め、戦前の1927年（昭和2年）以来、根室地区において造船業を営んできた企業である。2006年（平成28年）以降は根室港花咲港区に施設を集約し、根室地区周辺の漁船を中心とする800総トン以下の船舶の修繕や、小型鋼船・FRP船の建造を行っている。陸上の排水ポンプ設置等の機械器具設置工事業も営んでいる。

## 主要設備
- 上架引揚船台（100-800GT）：7基[3][4]
- クローラークレーン（45t）：1台[4]
- 造船工場（製罐工場）：2棟[4]
- 曵船（47t型）：1隻[4]

## 沿革
- 1927年（昭和2年）4月 - 石川県穴水町で造船業を営んでいた河原勝三が、北海道根室町で個人事業「河原造船」を開業[2][3]。
- 1942年（昭和17年）1月 - 戦時統制による企業整備により、根室造船有限会社に改組[2]。
- 1945年（昭和20年）
  - 8月 - 第二次世界大戦終戦により、根室造船有限会社は解散[2]。
  - 10月 - 河原勝三が、根室町にて個人事業で造船業を再開[2]。
- 1950年（昭和25年）8月24日 - 株式会社花咲造船所に改組[2][3]。
- 1961年（昭和36年）4月 - 根室造船株式会社に改称[2][3]。
- 1970年（昭和45年）4月 - 同業他社7社と共に根室市花咲港288番地において根室造船協業組合を設立[2]。
- 1972年（昭和47年）
  - 9月 - 根室造船協業組合解散[2]。
  - 10月 - 根室市花咲港288番地に花咲事業所（小型鋼船造船業）を設置[2]。
- 1978年2月 - 本社を根室市花咲港288番地に移転し、旧本社は根室工場（木船造船業・小型鋼船修繕業の2工場から成る）とする[2]。
- 1989年（平成元年）8月 - 本社所在地に花咲第2工場（小型鋼船造船業）を増設[2]。
- 2006年（平成28年）2月 - 4工場を本社所在地の根室市花咲288番地に集約・統合[2]。